# ایرتیش

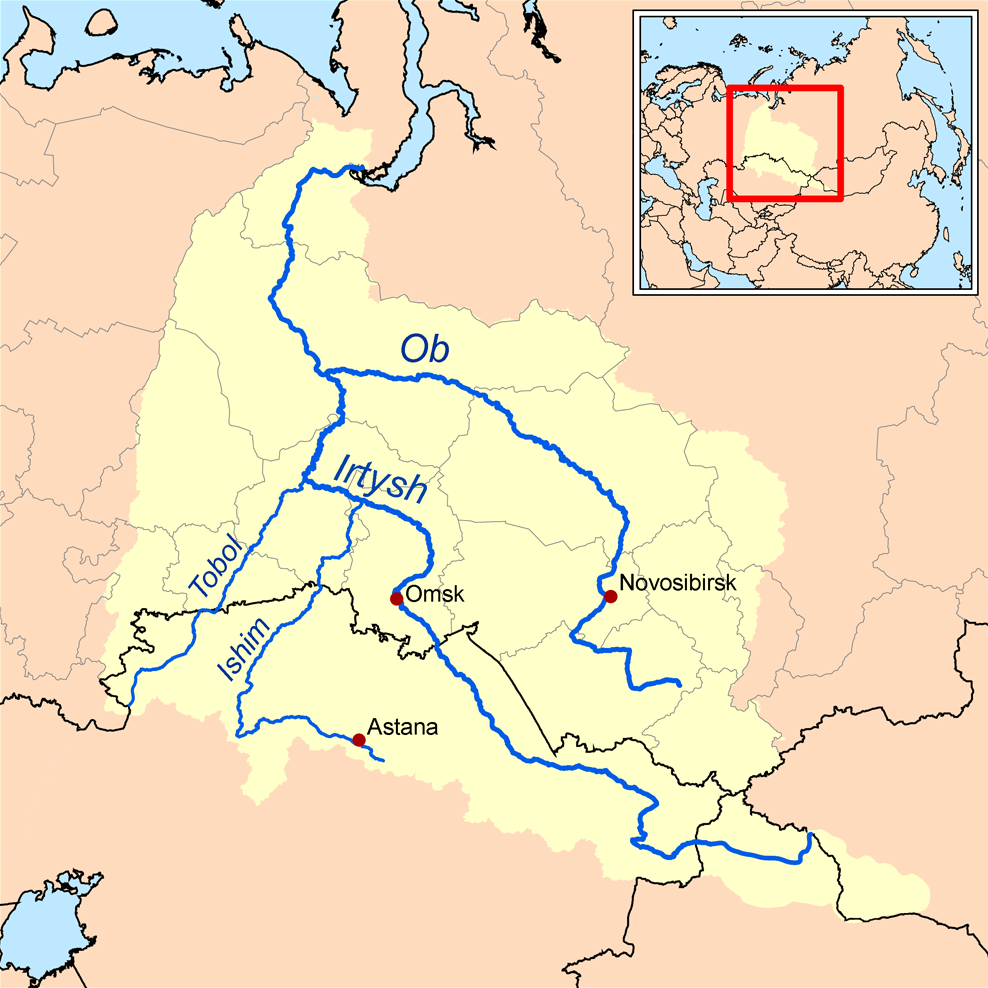
ایرتیش در حوضه آبریز اُب.

ایرتیش (روسی: Иртыш، قزاقی: Ertis / Ертiс، چینی: 额尔齐斯河 تلفظ: É'ěrqísī hé، مغولی: Эрчис мөрөн) رودی است در سیبری که شاخه اصلی رود اُب به‌شمار می‌آید. درازای رود ایرتیش ۴٬۲۴۸ کیلومتر است.
ایرتیش از کوهستان آلتای به رود اب می‌ریزد و به همراه اب یکی از بزرگ‌ترین سامانه‌های رودخانه‌ای جهان را تشکیل می‌دهد که این مجموعه دومین مجموعه رودخانه‌ای طولانی در اوراسیا است.

## جغرافیا
رود ایرتیش از چین، قزاقستان و روسیه می‌گذرد و کمابیش در تمامی مسیر، جهت حرکت آن به سوی شمال غربی است. ریزشگاه ایرتیش در اُب در نزدیکی شهر خانتی-مانسییسک است و ایرتیش برای رسیدن به این نقطه مسیری طولانی‌تر (۴۲۴۸ کیلومتر) را نسبت به اب (۳۱۷۶ کیلومتر) طی کرده‌است.
رود اب از سوی راست می‌آید و آب رود ایرتیش را پس از پیمودن ۱۱۶۲ کیلومتر به سمت شمال به اقیانوس منجمد شمالی می‌رساند.
ایرتیش در آغاز مسیر خود در کوهستان آلتای واقع در سین‌کیانگ چین، «قره‌ایرتیش» (ایرتیش سیاه) خوانده می‌شود. این رود در مسیر خود از دریاچه زایسان در قزاقستان گذشته و پیش از ادغام با اُب، رودهای ایشیم و توبول را ادغام می‌کند.
مهم‌ترین شهر کناره رود ایرتیش شهر امسک در روسیه است که راه‌آهن سراسری سیبری از آن می‌گذرد. در قزاقستان شهرهای سمی (سمی‌پالاتینسک پیشین) و پاولودار شهرهای اصلی در مسیر ایرتیش هستند.

## طرح چین
امروزه تصمیم چینی‌ها برای استفاده بیشتر از آب قره‌ایرتیش باعث نگرانی قزاق‌ها و روس‌ها شده‌است. چینی‌ها درصددند تا با ساخت کانال‌های آبیاری به سوی کارامای، در حدود ۲۰ درصد از آب ایرتیش را به آن منحرف کنند. این امر به احتمال زیاد شهر امسک را با مشکل آب آشامیدنی و منطقه را با خشکسالی روبه‌رو خواهد کرد.